# Hebert Medeiros dos Santos
Hebert Medeiros dos Santos (Barra Mansa, 23 maggio 1991) è un ex calciatore brasiliano, di ruolo difensore.